# Jan Peters
Jan Peters (* 18. srpna 1954, Groesbeek) je bývalý nizozemský fotbalista, záložník.

## Fotbalová kariéra
V nizozemské lize hrál za NEC Nijmegen a AZ Alkmaar, se kterým získal v roce 1981 mistrovský titul a třikrát vyhrál nizozemský pohár. V nizozemské lize nastoupil ve 326 utkáních a dal 51 gólů. Dále hrál v italské lize za FC Janov a Atalantu Bergamo. V Poháru mistrů evropských zemí nastoupil ve 4 utkáních a dal 2 góly, v Poháru vítězů pohárů nastoupil ve 2 utkáních a v Poháru UEFA nastoupil ve 16 utkáních a dal 8 gólů. Za nizozemskou reprezentaci nastoupil v letech 1974-1982 ve 31 utkáních a dal 4 góly. Byl členem nizozemské reprezentace na Mistrovství Evropy ve fotbale 1976, kde Nizozemí získalo bronzové medaile za 3. místo. Nastoupil v utkání o třetí místo proti Jugoslávii.

## Ligová bilance
| Ročník                 | Zápasy | Góly | Klub             |
| ---------------------- | ------ | ---- | ---------------- |
| Eredivisie 1971/72     | 11     | 0    | NEC Nijmegen     |
| Eredivisie 1972/73     | 28     | 1    | NEC Nijmegen     |
| Eredivisie 1973/74     | 31     | 2    | NEC Nijmegen     |
| Eerste Divisie 1974/75 | 34     | 7    | NEC Nijmegen     |
| Eredivisie 1975/76     | 27     | 5    | NEC Nijmegen     |
| Eredivisie 1976/77     | 27     | 5    | NEC Nijmegen     |
| Eredivisie 1977/78     | 23     | 7    | AZ Alkmaar       |
| Eredivisie 1978/79     | 31     | 6    | AZ Alkmaar       |
| Eredivisie 1979/80     | 7      | 3    | AZ Alkmaar       |
| Eredivisie 1980/81     | 28     | 8    | AZ Alkmaar       |
| Eredivisie 1981/82     | 31     | 8    | AZ Alkmaar       |
| Serie A 1982/83        | 19     | 0    | FC Janov         |
| Serie A 1983/84        | 16     | 1    | FC Janov         |
| Serie B 1984/85        | 18     | 4    | FC Janov         |
| Serie A 1985/86        | 8      | 1    | Atalanta Bergamo |
| Eerste Divisie 1986/87 | 25     | 1    | NEC Nijmegen     |
| Eerste Divisie 1987/88 | 16     | 2    | NEC Nijmegen     |
| CELKEM 1. liga         | 304    | 51   |                  |